# Jennifer Ruiz
Pour les articles homonymes, voir Ruiz.
Jennifer Ruiz, née le 9 août 1983 à Hayward, est une footballeuse internationale mexicaine évoluant au poste de milieu de terrain.

## Biographie
Avec l'équipe du Mexique, elle participe à la Coupe du monde 2015 qui se déroule au Canada. Lors de ce mondial, elle joue trois matchs, avec pour résultats un nul et deux défaites. 
Elle joue en 2012 et 2013 aux États-Unis.